# IEC 60870-5-103
O IEC 60870-5-103 (IEC 103) é um protocolo padrão preparado pela International Electrotechnical Commission (IEC, em português: Comissão Electrotécnica Internacional), para poder controlar os sistemas comunicações associados. IEC 60870-5-103 é uma subnorma do ICE 60870.

## Especificações
Ele define um padrão que permite a companheira interoperabilidade entre dispositivos de protecção e equipamento de um sistema de comando de uma subestação. O dispositivo que cumpram esta norma podem enviar as informações utilizando dois métodos para transferência de dados - ou usando o serviço de dados especificados explicitamente pedido unidades (ASDU) ou usando os serviços genéricos para a transmissão de todas as informações possíveis. O padrão suporta algumas funções específicas de protecção e fornece os vendedor uma facilidade para incorporar as suas próprias funções protectoras em gamas de dados privados.